# Силвио Микали
Силвио Микали (итал. Silvio Micali; Палермо, 13. октобар 1954) је италијанско-амерички криптограф и научник из области рачунарства који је 2012. године, заједно са Шафи Голдвасер, добио Тјурингову награду.